# فرلاخ
فرلاخ (به آلمانی: Ferlach) یک شهرستان در اتریش است که در ناحیه کلاگن‌فورت-لاند واقع شده‌است. فرلاخ ۷٬۴۰۴ نفر جمعیت دارد.